# 비피 클라이로
비피 클라이로(Biffy Clyro)는 킬마녹, 이스트에어셔에서 결성된 스코틀랜드의 록 밴드이다. 리드 보컬과 기타를 담당하는 사이먼 닐(Simon Neil), 베이스와 배킹 보컬을 담당하는 제임스 존스톤(James Johnston), 드럼과 배킹 보컬을 담당하는 벤 존스톤(Ben Johnston)으로 이루어져 있다. 현재는 14th Floor Records에 소속되어 있으며, 지금까지 총 7개의 스튜디오 앨범을 발표하였다. 이 중 Puzzle, Only Revolutions, Opposites, 그리고 Ellpsis는 UK 앨범 차트에서 탑 5에 들기도 했으며, 이 중 Opposites는 UK 차트 1위를 차지한 기록이 있다.
비피 클라이로는 2009년에 Only Revolutions 앨범을 발표하였고, 이 앨범은 UK 차트에서 3위를 기록했다. 앨범을 발표한 지 하루도 지나지 않아 골드 등급을 받게 되고, 이후 2010년에는 플래티넘 등급을 받게 된다. Only Revolutions 앨범은 "Mountains"와 "That Golden Rule", 그리고 "Many of Horror"를 포함하고 있는데, 이 곡들은 전부 UK 탑 10에 들었다. 그 중에서도 Many of Horror는 2010년 The X Factor의 우승자인 맷 카들이 커버를 한 뒤 UK 싱글 차트에 8위까지 오르기도 했다.

## 역사

### 1995-2000: 결성과 초기 시절
비피 클라이로는 1995년 처음으로 결성되었다. 당시 15세이던 사이먼 닐은 보얀 쵸두리라는 기타리스트를 만나게 되고, 이 둘은 벤 존스톤을 밴드에 영입한다. 이후 벤 존스톤은 자신의 쌍둥이 형제인 제임스 존스톤을 밴드에 불러들이게 되었다. 이 넷은 이후 2년간 곡을 만들고 커버를 하는 등 연습을 하며 보내게 된다. 1995년 1월 31일, 비피 클라이로는 "스크류피시"라는 이름을 달고 그들의 첫 공연을 하게 된다. 이 공연은 핑크 크로스라는 밴드의 서포트 공연이었다. 1997년, 기타리스트인 보얀 쵸두리가 밴드를 떠나고 리버풀로 이사를 하게 되고, 남은 셋은 글래스고로 이사를 한다. 사이먼은 이곳에서 글래스고 대학교를 다녔고, 벤과 제임스는 스토 대학교를 다니며 각각 전기 공학과 음악, 오디오 엔지니어링을 공부하게 되었다.
글래스고에서 공연을 하며 관객들에게 훌륭한 평가를 얻은 비피 클라이로는, 이후 밴드의 매니저가 되는 디 바할이라는 사람의 눈길을 끌게 된다. 바할은 그들에게 싱글 앨범을 만들 수 있는 기회를 주었고, 이렇게 나온 것이 1999년 6월 28일 발표된 "Iname"이다. 이후 Northsound Radio의 짐 겔라틀리는 이 앨범을 라디오에서 틀어주었고, 이는 밴드의 첫 라디오 진출이 되었다. 첫 앨범을 발매하고 난 뒤 스토 대학교의 Electric Honey 레이블과 함께 또 다른 앨범을 만들게 되었으며, 그 결과 2000년 6월 13일 thekidswhopoptodaywillrocktomorrow가 발매된다.

### 2001-2005:Blackend Sky와The Vertigo of Bliss, 그리고Infinity Land
2001년 4월 9일, 밴드는 공개되지 않았던 곡인 "27"을 싱글로 발표한다. 이후 2001년 10월 1일에는 thekidswho...에 속한 곡인 "Justboy"를 다시 녹음하고 싱글로 발표한다. 또한 2002년 2월 4일에는 "57"을 싱글로 발표하게 되었다. 2002년 3월 11일, 밴드는 그들의 데뷔 앨범인 Blackend Sky를 발표하였고 대체적으로 긍정적인 반응을 얻었다. 이 시기에 밴드는 수많은 투어를 다니게 되었고, 그 해 3월 20일에는 글래스고에서 위저의 서포트 밴드로써 공연하기도 했다. 7월 15일에는 데뷔 앨범에 있었던 "Joy.Discovery.Invention"을 싱글 앨범으로 발표했다. 이 앨범은 새롭게 녹음된 곡인 "Toys, Toys, Toys, Choke, Toys, Toys, Toys"가 포함되어 있는 두개의 A-사이드 앨범이었다. 이 곡은 이후 밴드의 두 번째 스튜디오 앨범인 The Vertigo of Bliss에 수록된다.
2003년, 밴드는 다음 앨범인 Blackend Sky를 녹음하기 위해 영국의 Linford Manor로 이동한다. 그 해 3월 24일, 새로운 싱글 앨범인 "The Ideal Height"가 발표되었고 이후 5월 26일에는 "Questions and Answers"라는 새로운 싱글이 발표된다. 밴드는 6월 16일에 그들의 두 번째 앨범인 The Vertigo of Bliss를 발표했고, Blackend Sky에 비해 실험적인 스타일이었다는 긍정적인 평가를 받는다.
수많은 The Vertigo of Bliss 투어를 다닌 뒤, 밴드는 웨일스의 Monnow Valley Studio로 이동해 다음 앨범을 작업할 준비를 한다. 이전 앨범과 마찬가지로, 스튜디오 앨범이 발표되기 전 두 개의 싱글이 먼저 발표되었는데, 8월 9일에 발표된 "Glitter and Trauma"와 9월 20일에 발표된 "My Recovery Injection"이었다. 5월 31일에는 디지털 다운로드 형태의 싱글인 "There's No Such Thing as a Jaggy Snake"가 발표된다. 10월 4일, 밴드의 세 번째 앨범인 Infinity Land가 발표되었고 이후 2005년 2월 14일에 Infinity Land의 마지막 싱글인 "Only One Word Comes to Mind"가 발표된다. 2월 16일에 밴드는 BBC Radio 1 쇼에서 프란츠 퍼디난드의 "Take Me Out"을 커버하기도 하였다.

### 2006-2008:Puzzle과 메인스트림 진출
2006년, 비피 클라이로는 Beggars Banquet과의 계악을 끝내고 14th Floor와 새로운 계약을 하게 된다. 그 해 9월, 밴드는 캐나다의 The Warehouse Studio와 The Farm Studio로 이동해 다음 앨범을 녹음한다. 작업 중 밴드는 12월 25일 "Semi-Mental"을 디지털 다운로드로 발표했고, 2007년 3월 5일에는 "Saturday Superhouse"가 발표되었다. 이 싱글은 UK 싱글 차트 13위를 기록하게 되었고, 이는 밴드의 역대 가장 높은 싱글 차트 기록이 되었다.
그 해 6월, 새로운 스튜디오 앨범인 Puzzle이 발표되었고 이 앨범을 통해 밴드는 첫 주만에 그들의 가장 높은 UK 앨범 차트 기록인 2위를 기록하게 된다. 또한 아일랜드에서는 17위를, 그리고 세계적으로는 39위를 기록하였다. 해당 앨범은 220,000장 이상을 판매하며 영국에서 골드 등급을 얻었고, 2009년 2월에는 전 세계적으로 300,000장이 팔리게 된다. 이 앨범은 그들의 이전 앨범들에 비해 보다 더 직관적인 곡 구성과 멜로디컬한 사운드를 가지고 있으면서도 그들만의 독특한 요소들은 가지고 있는 것으로 주목을 받았다. Kerrang!과 Rock Sound는 Puzzle을 2007년 최고의 앨범으로 선정했다. 8월 25일, 밴드는 다음 싱글이 "Machines"이 될 것이라고 발표했으며, 이후 10월 8일에 해당 곡이 싱글로 발표된다.
밴드는 뮤즈, 더 후, 레드 핫 칠리 페퍼스, 그리고 롤링 스톤스의 서포트 밴드로 공연하며 자신들의 팬 층을 크게 늘렸다. 또한 Download 2007, Glastonbury 2007, Reading and Leeds Festival, 그리고 T in the Park에서 공연하기도 했다. 1월에는 린킨 파크의 유러피언 투어에 오프닝 밴드로 공연했다. 2008년, 밴드는 퀸스 오브 더 스톤 에이지와 함께 유럽과 북아메리카 투어를 하였고, Lost Highway Tour 중인 본 조비의 오프닝 밴드로 서기도 하였다. 2008년 12월에는 글래스고의 SECC에서 헤드라이너로써 그들의 가장 큰 규모의 공연을 하게 된다.

### 2008-2010:Only Revolutions
2008년 7월, 밴드는 새로운 싱글인 "Mountains"를 발표하였고, 이 싱글은 UK 싱글 차트 5위를 기록하게 된다. 이것은 밴드의 첫 10위권 진입이였고, "Saturday Superhouse"에 이어 새롭게 가장 높은 순위의 싱글 앨범이 된다.
NME와의 인터뷰 중, 밴드는 Puzzle의 후속 앨범을 준비하고 있다고 말했다. 사이먼 닐은 이 앨범은 "밴드의 역대급으로 헤비한 리프들"이 담겨있을 것이라고 말했다. XFM와의 인터뷰 중에는 벤 존스톤이 새로운 앨범은 "Oil Coates"일 것이며, 16개의 데모곡을 미리 만들었다고 말했다. 사이먼 닐은 12월 8일, Kerrang!과의 인터뷰를 통해 "부드러운 것들은 더 부드럽게, 강한 것들은 더 강하게..."라고 말하며 밴드들이 언제나 자신들의 새로운 앨범은 가장 헤비하면서도 가장 멜로디컬 하다고 말하는 것을 조롱하기도 했다. 밴드는 Puzzle의 프로듀서였던 가스 리차드슨과 함께 Ocean Way Studios에서 작업하게 된다. 당시 밴드가 샤니아 트웨인의 "You're Still the One"을 연주하는 영상이 인터넷에 떠돌기도 했다. 2009년 3월에 발매된 Kerrang! 기사에서는 밴드가 4월에 스튜디오에 입성할 계획을 가지고 있고, 다음 앨범의 임시 제목은 "Boom, Blast and Ruin"이라고 말했다. 밴드의 공식 홈페이지에 다음 앨범의 글자들이 매 주마다 새롭게 나타났으며, 이후 Rock Sound가 실수로 밴드의 앨범 제목이 "Only Exceptions"이라고 발표하자, 밴드는 공식적으로 앨범의 제목은 Only Revolutions이라고 발표했다.
2009년 7월, Kerrang!은 앨범의 첫 번째 싱글인 "That Golden Rule"의 뮤직 비디오를 촬영하고 있다고 보도했다. 해당 뮤직 비디오는 7월 1일에 런던에서 촬영되었는데, 밴드는 이 곡에 대해 "마치 카이어스랑 툴이 연주하고 그 위에 괴상한 스코틀랜드 놈들이 소리를 지르는 것 같다"고 말했다. "That Golden Rule"은 7월 8일, 제인 로우의 Radio 1 쇼에 처음으로 등장했다. 그 후 싱글이 2009년 8월 23일에 발매될 것이라고 발표했고, 이후 UK 싱글 차트의 10위를 기록하게 된다. "That Golden Rule"의 공식 발표 직전에 밴드는 V Festival의 메인 무대에서 공연하게 된다. 이 공연은 밴드의 두 번째 V Festival 무대인데, 첫 무대는 2006년에 치루었던 것으로 메인 스테이지가 아닌 페스티벌의 처음 무대 중 하나였다. 또한 이 공연 당시 오프닝 곡인 "Glitter and Trauma"를 연주하는 도중 두 번의 전력 문제를 겪기도 하였다.
"The Captain"이 2009년 10월 26일에 싱글로 발표되었고, 다음 해 9월 8일에 제인 로우의 Radio 1 쇼에 처음으로 등장한다. Only Revolutions은 2009년 11월 9일에 발표되었고, 2010년 2월 24일에는 "The Captain"이 최고의 뮤직 비디오 부문에서 NME 상을 받는다.

### 2011-2014:Opposites
2011년 7월 2일과 3일, 밴드는 푸 파이터스의 서포트 밴드로써 130,000명의 관객 앞에서 공연하게 되었다. 2011년 7월 9일에는 Sonisphere Festival의 헤드라이너로써 메인 스테이지에서 공연했고, 다음 날 Wakestock의 메인 스테이지도 헤드라이너로 공연했다. 2011년에 비피 클라이로는 인도에서 메탈리카의 오프닝 밴드로 공연하기도 했다.
밴드는 NME를 통해 2012년에 두 개의 스튜디오 앨범을 발표할 것이라고 말했는데, 이는 각각 The Land at the End of Our Toes와 The Sand at the Core of Our Bones이다. 2012년 5월 17일부터 밴드는 팬들이 The Land at the End of Our Toes와 The Sand at the Core of Our Bones의 녹음 과정을 볼 수 있도록 공식 웹사이트에 웹캠의 링크를 게시했다. 라이브 도중 Puzzle과 Only Revolutions을 맡은 가스 리차드슨이 또 다시 프로듀싱에 참여한 것을 확인할 수 있었다.
2012년 7월 30일, 밴드는 트위터에 새로운 앨범의 곡인 "Stingin' Belle"가 제인 로우의 Radio 1 쇼에서 공식적인 초연을 가질 것이라고 말했고, 해당 곡의 뮤직 비디오가 오후 9시부터 12시간동안 밴드의 공식 팬 클럽 회원들에게 공개될 것이라고 말했다. 7월 31일, 영국 시간으로 19시 37분에 사이먼 닐은 제인 로우의 Radio 1 쇼에서 새로운 앨범의 제목이 Opposites라고 발표했다. 이후 새로운 싱글인 "Black Chandelier"가 2012년 11월 19일 BBC Radio 1에서 초연되었다.
2014년 1월 6일, NME 웹사이트를 통해 비피 클라이로가 Similarities라는 Opposites의 B-사이드 앨범을 발표할 것이며, 2014년 후반기에 발표될 것이라고 말했다. 

### 2016-현재:Ellipsis
밴드는 2015년이 그들의 "쉬는 해"가 될 것이라고 말했다. 2014년 6월, 3FM과의 인터뷰에서 사이먼은 "사람들이 비피 클라이로에게 질리지 않도록 다음 년도는 조용히 보낼것이다"라고 말했다. 같은 인터뷰에서 그는 19개의 새로운 곡을 작업중이라고 말했으며, 이 곡을 라이브로 연주하기에는 아직 이르다고 느꼈다고 말했다. 그는 2015년 후반기에 새로운 앨범이 나올 것이라고 말했다. 새로운 앨범은 "Wolves of Winter", "Friends and Enemies", "Animal Style", "Re-Arrange", "Herex", "Flammable", "On a Bang", "Small Wishes", "Howl", "People", "Don't, Won't, Can't"(디럭스 버전), "In the Name of the Wee Man"(디럭스 버전), 그리고 Ellipsis의 녹음 과정이 담긴 도큐멘터리 영상(디럭스 버전)을 포함하고 있다.

## 멤버

#### 현재 멤버
- 사이먼 닐 - 리드 기타, 피아노, 테레민, 리드 보컬 (1995-현재)
- 제임스 존스톤 - 베이스 기타, 신디사이저, 배킹 보컬 (1995-현재)
- 벤 존스톤 - 드럼, 배킹 보컬 (1995-현재)

#### 투어 멤버
- 마이크 베나트 - 기타, 배킹 보컬 (2007; 2010-현재)
- 리차드 "갬블러" 잉그램 - 기타, 피아노 (2012-현재)

## 음반 목록

### 앨범

#### 스튜디오 앨범
- Blackend Sky (2002)
- The Vertigo of Bliss (2003)
- Infinity Land (2004)
- Puzzle (2007)
- Only Revolutions (2009)
- Opposites (2013)
- Ellipsis (2016)
- A Celebration of Endings (2020)
- The Myth of the Happily Ever After (2021)

#### 라이브 앨범
- Revolutions: Live at Wembley (2011)
- Opposites: Live from Glasgow (2013)
- MTV Unplugged: Live at Roundhouse, London (2018)

#### 편집 앨범
- Singles 2001-2005 (2008)
- Missing Pieces (2009)
- Lonely Revolutions (2010)
- Blackend Sky B-Sides (2012)
- The Vertigo of Bliss B-Sides (2012)
- Infinity Land B-Sides (2012)
- Similarities (2014)

### EP
- thekidswhopoptodaywillrocktomorrow (2000)
- Live at Radio 1's Big Weekend (2007)
- iTunes Live from London (2009)
- iTunes Festival: London 2010 (2010)
- iTunes Festival: London 2012 (2012)

### 싱글
- Iname (1999)
- 27 (2001)
- Justboy (2001)
- 57 (2002)
- Joy.Discovery.Invention/Toys, Toys, Toys, Choke, Toys, Toys, Toys (2002)
- The Ideal Height (2003)
- Questions and Answers (2003)
- Eradicate the Doubt (2003)
- There's No Such Thing as a Jaggy Snake (2004)
- Glitter and Trauma (2004)
- My Recovery Injection (2004)
- Only One Word Comes to Mind (2005)
- Semi-Mental (2006)
- Saturday Superhouse (2007)
- Living is a Problem Because Everything Dies (2007)
- Folding Stars (2007)
- Machines (2007)
- Who's Got a Match? (2008)
- Mountains (2008)
- That Golden Rule (2009)
- The Captain (2009)
- Many of Horror (2010)
- Bubbles (2010)
- God and Satan (2010)
- Mountains (Live) (2011)
- Black Chandelier (2013)
- Bibical (2013)
- Opposite (2013)
- Victory Over the Sun (2013)
- Wolves of Winter (2016)
- Animal Style (2016)
- Howl (2016)
- Re-Arrange (2016)
- Flammable (2017)
- Friends and Enemies (2017)